# Gare de Stains-Grande-Ceinture
Ne doit pas être confondu avec Gare de Stains-La Cerisaie ou Gare de Pierrefitte - Stains.
La gare de Stains-Grande-Ceinture, dite parfois gare de Stains - Pierrefitte, est une ancienne gare ferroviaire située sur le territoire de la commune de Stains (Seine-Saint-Denis), sur la ligne de la grande ceinture de Paris, entre la gare d'Épinay - Villetaneuse et la gare du Bourget.
Elle est mise en service le 2 janvier 1882, lors de l'ouverture aux voyageurs de la section Achères – Noisy-le-Sec. Près de la gare, un raccordement se débranche de la ligne de la grande ceinture de Paris, pour rejoindre la ligne de Paris-Nord à Lille à proximité de la gare de Pierrefitte - Stains.

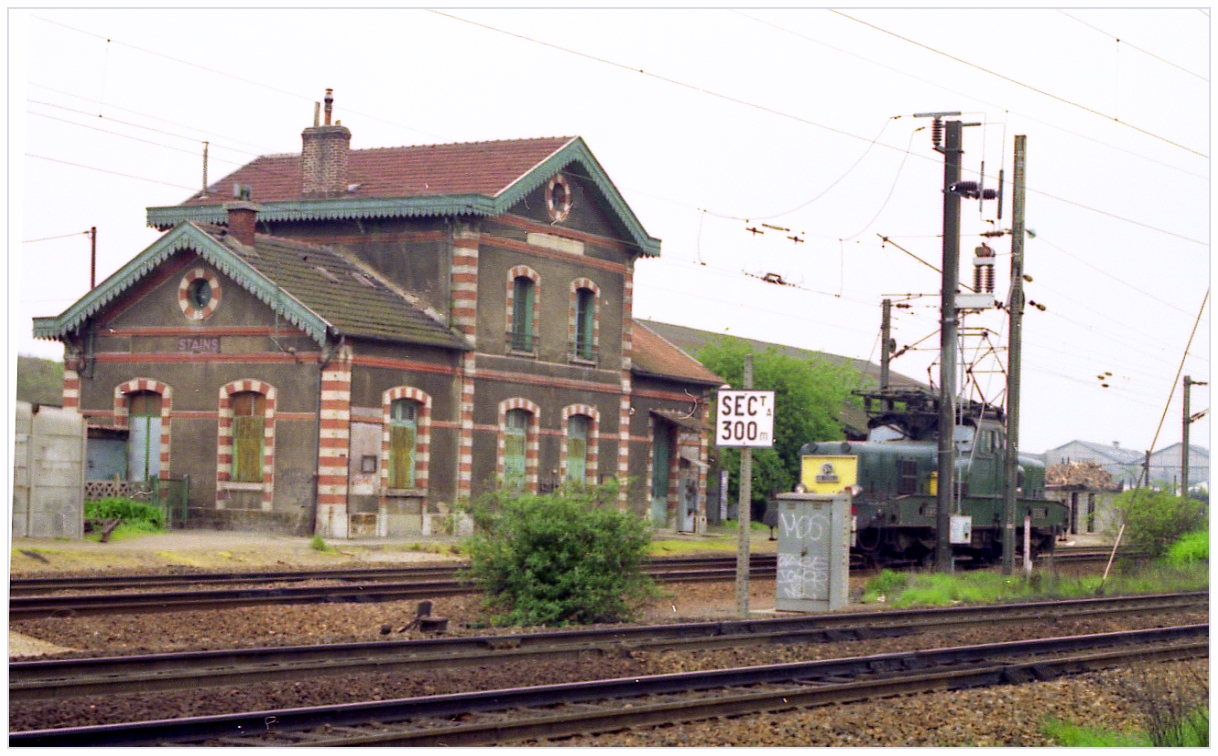
Passage en 1990 d'une BB 12000 en provenance d'Argenteuil.

Son bâtiment correspond au modèle des gares de troisième classe de Grande Ceinture, utilisé notamment pour la gare de Mareil-Marly. Le plan, conçu par l'ingénieur des Ponts et Chaussées Luneau, sera également utilisé par la Compagnie de l'Ouest sur la ligne de Saint-Cloud à Saint-Nom-la-Bretèche - Forêt-de-Marly.
Elle ferme le 15 mai 1939, quand cesse le trafic sur la section nord comprise entre Versailles-Chantiers et Juvisy via Argenteuil. Devenue gare de « Stains Marchandises » en 1973, elle sert un temps de lieu de tournage pour des films.
Elle est aujourd'hui détruite.